# Coupe d'Afrique de hockey sur glace
La Coupe d'Afrique de hockey sur glace est créé en 2016, c'est une compétition africaines de hockey sur glace entre les nations africaines.

## Liste des championnats d'Afrique
| Année | Médaille d'or, Afrique | Médaille d'argent, Afrique | Médaille de bronze, Afrique | Site  |
| ----- | ---------------------- | -------------------------- | --------------------------- | ----- |
| 2016  | Tunisie                | Maroc                      | Algérie                     | Maroc |

## Palmarès
| Rang | Nation  | Or | Argent | Bronze | Total |
| ---- | ------- | -- | ------ | ------ | ----- |
| 1    | Tunisie | 1  | 0      | 0      | 1     |
| 2    | Maroc   | 0  | 1      | 0      | 1     |
| 3    | Algérie | 0  | 0      | 1      | 1     |